# 特丽内·厄斯特高
特丽内·厄斯特高·延森（丹麥語：Trine Østergaard Jensen，1991年10月17日—），丹麦女子手球运动员，2013年世界女子手球锦标赛铜牌得主、2021年世界女子手球锦标赛铜牌得主、2023年世界女子手球锦标赛铜牌得主、2024年夏季奥林匹克运动会女子铜牌得主。